# Grania acanthochaeta
Grania acanthochaeta är en ringmaskart som beskrevs av Rota och Erséus 1996. Grania acanthochaeta ingår i släktet Grania och familjen småringmaskar. Inga underarter finns listade i Catalogue of Life.